# Amnirana
Amnirana es un género de anfibios anuros de la familia Ranidae que se encuentra en el África subsahariana continental y el Sudeste Asiático.

## Especies
Se reconocen las 13 especies siguientes según ASW:
- Amnirana albolabris (Hallowell, 1856).
- Amnirana amnicola (Perret, 1977).
- Amnirana asperrima (Perret, 1977).
- Amnirana darlingi (Boulenger, 1902).
- Amnirana fonensis Rödel & Bangoura, 2004.
- Amnirana galamensis (Duméril & Bibron, 1841).
- Amnirana lemairei (De Witte, 1921).
- Amnirana lepus (Andersson, 1903).
- Amnirana longipes (Perret, 1960).
- Amnirana nicobariensis (Stoliczka, 1870).
- Amnirana occidentalis (Perret, 1960).
- Amnirana parkeriana (Mertens, 1938).
- Amnirana parva Griesbaum, Jongsma, Penner, Kouamé, Doumbia, Gonwouo, Hillers, Glos, Blackburn & Rödel, 2023.[2]